# スタートリングアドベンチャーズ 空想3×大冒険
『スタートリングアドベンチャーズ 空想3×大冒険』（スタートリングアドベンチャーズ くうそうだいぼうけん、英: STARTLING ADVENTURES）は、2001年にカプコンから発売されたPlayStation用オムニバスアドベンチャーゲーム。

## 概要
3つのミニゲームが収録されたオムニバス形式のシナリオからなるタイトルで、それぞれシナリオパート、ミニゲームを繰り返すことでゲームが進んでいく。
各シナリオに有名声優陣を起用している。また、『ストリートファイターZERO3』のキャラクターであるレインボー・ミカの出演などの要素もある。

## シナリオA『キョウコと百鬼王』
夏の終わりのある日、小学生の三平は学校帰りに神社で古ぼけた箱に入った小さい猿のような生き物を見つけ、家に連れて帰ることにする。
三平の家に遊びに来た親戚のキョウコは、三平の部屋で大きな猿を発見する。それはあの子猿が成長した姿だった。
自らを「百鬼王」と名乗る巨大な猿の力で神社まで運ばれたキョウコと三平は、猿のゲームに付き合わされることになる。

### キャスト
- キョウコ：岡本綾
- 百鬼王：飯塚昭三
- 清乃：三石琴乃
- 三平：折笠愛
- 神主：麦人
- 三平の母：三石琴乃

### スタッフ
- 脚本・絵コンテ：鯖井完、大西嘉美
- 演出：藤山房伸（神南スタジオ）
- 企画：池田陽一郎、小池潤
- プログラマー：葛野誠、山村勇一、木村嘉宏、蓑宮正哲
- キャラクターデザイン・作画：中村絵理、KIMOKIMO
- 音楽：甲田雅人

### ミニゲーム
百鬼王の玉はじき
自分の手玉を打って的玉を穴に落としていくゲーム。
清乃のスゴロク
円周形のスゴロク盤の上で交互にサイコロを振ってコマを進め、先に相手に追いついた方が勝ちとなるゲーム。

## シナリオB『PRINCESS'S KNIGHTS』
20世紀のはじめ、東欧での話。その強大な軍事力を背景に突然南下を始めたマンガン帝国は、次々と隣国への侵略を開始。瞬く間にその勢力を拡大するマンガン帝国軍に対し、最後まで抵抗を続けていたアルカリ王国も、完全に包囲された形となり、その運命も風前の灯火となっていた。
そんな最中、時のアルカリ王国は王国再建への最後の希望となるであろう唯一の王位継承者、ローズ王女をマンガン帝国の手の届かないところへ逃すという重大な任務をフレット戦車隊に与える。
フレット戦車隊は途中で待ち受けるマンガン帝国の精鋭戦車軍からローズ王女を守りつつ西へと向かい、王妃の母国であるニカド国を目指す。

### キャスト
- ローズ：長沢美樹
- フレット：関智一
- ペグ：菅原正志
- パーフリング：高山みなみ
- ブリッジ：竹本英史
- ナット：坂東尚樹
- グロン：玄田哲章
- レンチ：大川透
- ペグ母：小宮和枝
- ナレーション：菅原正志

### スタッフ
- 脚本・絵コンテ：俵元太郎、大西嘉美
- 演出：藤山房伸（神南スタジオ）
- 企画：池田陽一郎、小池潤
- プログラマー：葛野誠、山村勇一、木村嘉宏、蓑宮正哲
- キャラクターデザイン・作画：岩崎篤嗣
- 音楽：甲田雅人

### ミニゲーム
ミッションコンバット
マップ上に配置された戦車にリアルタイムに命令を出し、アイテムを取りながら、敵戦車を倒すゲーム。

## シナリオC『スペースレスキュー ジョウ』
遠い未来の宇宙。地球から遥か彼方の宇宙域にあるコロニーでの話。
親元から離れてこのコロニーで暮らすジョウ・グリソムは16才の元気な少年。下宿先である何でも解決屋「RESCUEコンダコワ」の仕事を手伝いながらコロニー政府に税金を納めて日々を暮らしている。
ジョウは数々のトラブルに見舞われながらも解決していき、下宿先のコンダコワやその娘のマキ、そしてコロニーのみんなに囲まれて、忙しくも愉快な事件の起こるコロニーの生活を元気に暮らしていく。

### キャスト
- ジョウ グリソム：伊藤健太郎
- マキ コンダコワ：根谷美智子
- ピイコ ヒカル：南央美
- ゴードン コンラッド：藤原啓治
- ボス ガントゲート：石井康嗣
- 無法者A：竹本英史
- 無法者B：前田剛
- ロビィカンパニー社員：大川透
- レインボーミカ：竹内順子
- 転校生ユーリィ：川上未遊
- ヨシコ先生：小野未喜
- キャプテン グリソム：立木文彦
- マム グリソム：天野由梨

### スタッフ
- 脚本・絵コンテ：ハヤカワ朔虫、大西嘉美
- 演出：藤山房伸（神南スタジオ）
- 企画：池田陽一郎、小池潤
- プログラマー：葛野誠、山村勇一、木村嘉宏、蓑宮正哲
- キャラクターデザイン・作画：水戸椎土
- 音楽：甲田雅人

### ミニゲーム
シューティングゲーム
画面上の敵を撃っていくガンシューティング。
早撃ちゲーム
コインまたは木の葉が地面落ちたらそれを合図に相手よりも早撃ちするゲーム。
コード当てゲーム
コントローラーのボタンである8つのマークの組み合わせの中から、4桁のパスワードを探すゲーム。
爆弾解体ゲーム
表示される指示に従って制限時間内に爆弾のコードを切断するゲーム。
操縦ゲーム
宇宙船のエネルギーを確保する「ENゲーム」、エネルギーを動力へと変換する「SPゲーム」、宇宙船の各ブースターを調整する「BLゲーム」、宇宙船を操作してゴールを目指す「GOゲーム」の4つのステップをクリアしていくゲーム。

## おまけ『少年まくのうち』
シナリオを1つでもクリアすると追加されるおまけモード。
いろんなゲーム
各シナリオでプレイしたミニゲームを自由にプレイすることができる。
サウンド資料館
各シナリオで使用されているBGMを聞くことができる。
グラフィック資料館
各シナリオの設定資料や原画などを鑑賞できる。